# Баффур Г'ян
Баффур Г'ян (англ. Baffour Gyan, нар. 2 липня 1980, Аккра) — ганський футболіст, що грав на позиції нападника.
Виступав, зокрема, за російські клуби «Динамо» (Москва) та «Сатурн» (Раменське), а також національну збірну Гани, з якою став бронзовим призером Кубка африканських націй 2008 року.

## Клубна кар'єра
Народився 2 липня 1980 року в місті Аккра. Вихованець футбольної школи клубу «Ліберті Профешнелс». У цій же команді і розпочав виступи на дорослому рівні, де грав з недовгими перервами на виступи у грецьких клубах «Каламата» та «Анагеннісі» (Кардиця) до 2000 року.
На початку 2001 року Баффур став гравцем чеського клубу «Слован», з яким виборов титул чемпіона Чехії у сезоні 2001/02.
У січні 2004 року Г'ян перейшов до московського «Динамо» за 600 000 євро. У своєму першому сезоні він був гравцем основи, але протягом наступних півтора року зіграв лише 17 ігор і не забив жодного голу, тому влітку 2006 року перейшов до «Сатурна» (Раменське). У 2007 році він з «Сатурном» зайняв 5-те місце, найвище за всю історію команди, яке дозволило команді дебютувати у єврокубках, зігравши у Кубку Інтертото 2008 року.
У травні 2009 року інтерес до гравця проявив астанинський «Локомотив». 13 травня 2009 року Баффур підписав з «Локомотивом» контракт на півтора року, однак у футболіста була виявлена травма, і він не міг допомогти клубу, через що так і не зіграв за клуб жодної гри. В результаті Г'ян повернувся на батьківщину і підписав контракт з відомим ганським футбольним клубом «Асанте Котоко».
Завершив професійну ігрову кар'єру у лівійському клубі «Аль-Наср» (Бенгазі), за який виступав протягом 2011—2013 років.

## Виступи за збірні
1999 року залучався до складу молодіжної збірної Гани. У її складі взяв участь у молодіжному чемпіонаті світу 1999 року в Нігерії, де зробив дубль у матчі групового етапу з Казахстаном (2:0), а Гана вилетіла в серії пенальті у чвертьфіналі від майбутніх тріумфаторів турніру збірної Іспанії, хоча Баффур свій удар реалізував.
2004 року захищав кольори олімпійської збірної Гани, разом з якою був учасником футбольного турніру на Олімпійських іграх 2004 року в Афінах, де зіграв у всіх трьох матчах, але його команда не вийшла в плей-оф.
У січні 2001 року дебютував в офіційних матчах у складі національної збірної Гани, а вже наступного року поїхав з командою на Кубок африканських націй 2002 року у Малі, де був запасним гравцем і провів два матчі, а Гана дійшла до чвертьфіналу. Пізніше був у складі збірної і на домашньому Кубку африканських націй 2008 року, на якому команда здобула бронзові нагороди.
Всього протягом кар'єри у національній команді, яка тривала 8 років, провів у її формі 25 матчів, забивши 4 голи.

## Титули і досягнення
- Чемпіон Чехії (1):

«Слован»: 2001–02
- Чемпіон Африки (U-21): 1999
- Бронзовий призер Кубка африканських націй: 2008

## Особисте життя
Молодший брат Баффура — Асамоа Г'ян — теж став футболістом і гравцем національної збірної Гани.